# Cottus paulus
Cottus paulus је зракоперка из реда Scorpaeniformes и породице пешева (Cottidae).

## Распрострањење
Ареал врсте је ограничен на једну државу. Сједињене Америчке Државе су једино познато природно станиште врсте.

## Станиште
Станиште врсте су слатководна подручја.

## Угроженост
Ова врста је крајње угрожена и у великој опасности од изумирања.